# Wilhelm Dittenberger

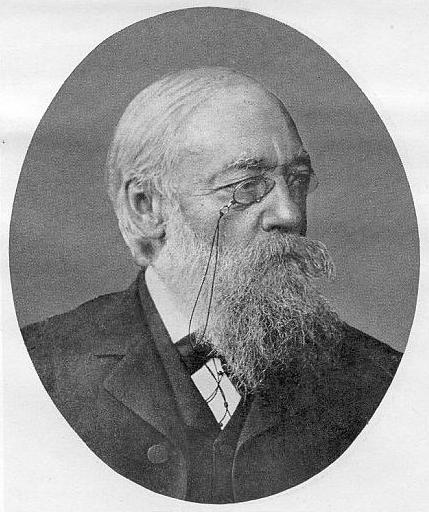
Wilhelm Dittenberger

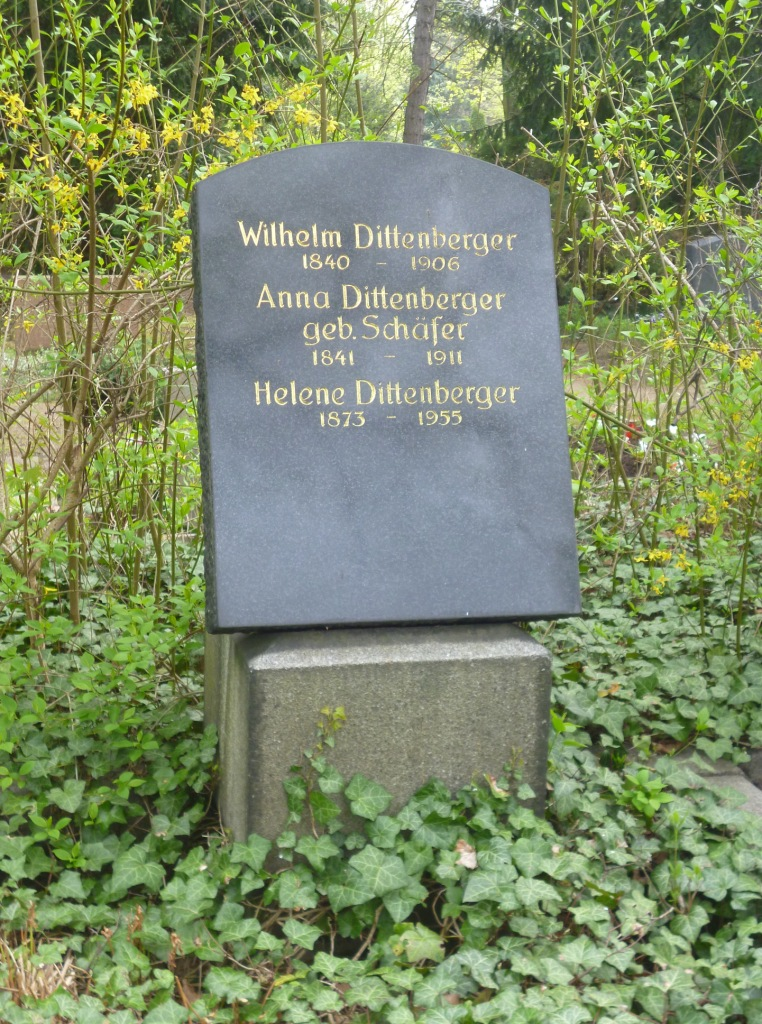
Grabmal auf dem hallischen Nordfriedhof

Wilhelm Dittenberger (* 31. August 1840 in Heidelberg; † 29. Dezember 1906 in Halle an der Saale) war ein deutscher Klassischer Philologe und Epigraphiker.

## Leben
Wilhelm Dittenberger war der Sohn des evangelischen Theologen Wilhelm Theophor Dittenberger. Nach dem Schulbesuch in Heidelberg und Weimar (zeitweilig unter Direktor Hermann Sauppe) studierte er ab 1859 Klassische Philologie in Jena und wechselte 1861 nach Göttingen, wo er Hermann Sauppe wiedertraf und Anfang 1863 mit einer Arbeit über die attischen Epheben promoviert wurde. Seit Herbst des Jahres lehrte er am Göttinger Gymnasium und habilitierte sich zugleich 1864 an der Universität Göttingen über Sallust. Trotzdem blieb Dittenberger zunächst im Schuldienst und wurde 1865 Lehrer am Joachimsthalschen Gymnasium in Berlin, ab 1867 am Gymnasium in Rudolstadt, 1873 bis 1874 am Gymnasium in Quedlinburg. 1874 wurde er ordentlicher Professor für Klassische Philologie an der hallischen Universität. Er war korrespondierendes Mitglied der Preußischen Akademie der Wissenschaften (seit 1882) und ordentliches Mitglied des Deutschen Archäologischen Instituts.
Dittenbergers Forschungsschwerpunkt war die griechische Epigraphik. Sein Name ist dabei vor allem verbunden mit den beiden Auswahlsammlungen Sylloge Inscriptionum Graecarum (später bearbeitet von Friedrich Hiller von Gaertringen) und Orientis Graeci inscriptiones selectae (griechische Inschriften aus Asien). Beide Werke sind bis heute international weit verbreitet und zitierfähig. Für die Inscriptiones Graecae gab Dittenberger die Inschriften Attikas in römischer Zeit, der Megaris und Boiotiens sowie von Phokis, Lokris, Aitolien, Akarnanien und der Ionischen Inseln heraus. Außerdem bearbeitete er die Inschriften von Olympia (zusammen mit Karl Purgold) und die 6. bis 11. Auflage des weit verbreiteten Kommentars zu Caesars De bello Gallico, den Friedrich Kraner begründet hatte.
Sein Sohn Heinrich Dittenberger (1875–1952) war Rechtsanwalt in Halle, Leipzig und Berlin sowie von 1910 bis 1933 Erster Geschäftsleiter des Deutschen Anwaltvereines.
Wilhelm Dittenbergers Bibliothek wurde nach seinem Tod 1907 von der University of Illinois at Urbana-Champaign erworben, ebenso wie später (1913) die Bibliothek von Johannes Vahlen. Zusammen bilden beide Bibliotheken als Dittenberger-Vahlen Collection of Classical Texts einen Bestand von über 15.000 Büchern und über 17.000 Sonderdrucken. Mit finanzieller Unterstützung des National Endowment for the Humanities begann die Universität im Jahre 2000 mit der Digitalisierung dieses Bestandes.
Dittenbergers Grabstätte befindet sich auf dem Nordfriedhof in Halle (Saale). Die 1911 nach ihm benannte Dittenbergerstraße führt von der Paracelsusstraße zur Hollystraße.

## Schriften
- Inscriptiones Graecae
  - Bd. 3: Inscriptiones Atticae aetatis Romanae. 2 Teile. Reimer, Berlin 1878–1882. Nachdruck 1977–1978, ISBN 3-11-004911-2, ISBN 3-11-007004-9.
  - Bd. 7: Inscriptiones Megaridis et Boeotiae. Reimer, Berlin 1892. Nachdruck 1978, ISBN 3-11-007005-7.
  - Bd. 9, 1: Inscriptiones Phocidis, Locridis, Aetoliae, Acarnaniae, insularum maris Ionii. Reimer, Berlin 1897. Nachdruck 1978, ISBN 3-11-007006-5.
- Sylloge inscriptionum Graecarum. 2 Bände. Hirzel, Leipzig 1883. (Digitalisat Band 1), (Band 2), (Digitalisat Band 3, 1901)
- Orientis Graeci inscriptiones selectae. 2 Bände. Leipzig 1903–1905. Nachdruck Olms, Hildesheim 1986, ISBN 3-487-00028-8, ISBN 3-487-00029-6.
- Wilfried Gawantka: Aktualisierende Konkordanzen zu Dittenbergers Orientis Graeci inscriptiones selectae (OGIS) und zur dritten Auflage der von ihm begründeten Sylloge Inscriptionum Graecarum (Syll. 3). Hildesheim u. a. 1977, ISBN 3-487-06447-2.